# アカイエカ
アカイエカ（Culex pipiens）は、双翅目カ科イエカ属に属する昆虫。体長 5.5mm内外・翅長 4.5mm内外。体色は灰褐色〜赤褐色。腹背部には橙色がかかる。東アジアの温帯地方に生息。日本で最も普通に見られる蚊であり、ほぼ全国（北海道〜九州）に分布する。成虫はほぼ年間を通して見られる。夜間に活動し、雌は鳥類や人などから吸血する。吸血された人はアレルギー反応を起こす場合がある。吸血時に日本脳炎やフィラリア症、ウエストナイル熱などを媒介する。幼虫は下水溝や汚水溜など汚水で発生する。成虫で越冬することもある。近縁種のチカイエカは吸血はせずに産卵可能で、冬でも活動する。アカイエカと形態的には区別できない。